# Station Guéret
Station Guéret is een spoorwegstation in de Franse gemeente Guéret.